# 伊列克薩河
伊列克薩河是俄羅斯的河流，由阿爾漢格爾斯克州和卡累利阿共和國負責管轄，河道全長155公里，流域面積3,950平方公里，最終注入沃德洛澤羅湖。
62°28′52″N 36°55′18″E / 62.48111°N 36.92167°E